# Henry Doumenc
Pour les articles homonymes, voir Doumenc.
Henry Doumenc, né le 19 janvier 1898 à Bordeaux (Gironde) et mort le 16 avril 1981 à Lyon (Rhône), est un homme politique français.

## Biographie
Il est le maire de Constantine de 1945 à 1947.
En 1946, il est élu au Conseil de la République.
En 1957, il quitte la SFIO.